# 딜티아젬
딜티아젬(Diltiazem)은 카디아젬(Cardizem) 등의 상품명으로 판매되는 약물로, 고혈압, 협심증, 특정 부정맥을 치료하기 위해 쓰이는 비-디히드로피리딘 칼슘 통로 차단제(non-DHP CCB)이다. 베타 차단제를 사용할 수 없을 때는 갑상선 기능 항진증 치료에도 이용할 수 있다. 경구 투여나 정맥 주사로 투여한다. 주사로 투여할 시 효과는 보통 수 분 내에 나타나 수 시간 동안 지속된다.
흔한 부작용에는 부종, 어지럼증, 두통, 저혈압이 있다. 다른 심각한 부작용에는 서맥, 심부전, 간 이상, 알레르기 반응이 있다. 임신 중 사용은 권고되지 않는다. 수유 중 사용이 안전한지는 명확하지 않다.
딜티아젬은 동맥 벽의 평활근을 이완시켜, 동맥이 잘 열리고 혈액이 보다 쉽게 흐를 수 있도록 한다. 또한 심장이 다시 박동할 때까지 걸리는 시간을 연장시킨다. 딜티아젬은 칼슘이 심장과 혈관의 세포로 들어가는 것을 막아 이러한 작용을 일으킨다. 본 윌리엄스 분류상으로는 클래스 4 항부정맥제에 속한다.
미국에서는 1982년 사용이 승인되었다. 복제약으로 이용 가능하다. 2021년, 미국에서는 한 해 동안 800만 건 이상 처방되어, 84번째로 많이 처방된 약물로 기록되었다. 체내에서 지속적으로 약물이 방출되는 서방형 제제도 존재한다.

## 의학적 사용
딜티아젬의 적응증은 다음과 같다.
- 안정협심증 (운동 유도성) - 말초혈관저항, 심박수, 심근 수축력을 줄여, 최종적으로는 관상동맥 혈류량을 늘리고 심근의 산소 소비량을 줄여준다.[15][16]
- 변이협심증 - 관상동맥을 직접 이완시키는 효과가 있어 효과적이다.
- 불안정협심증 (전경색) - 혈관경련이 기저 원인인 경우 딜티아젬이 특히 효과가 좋을 수 있다.
- 심근교

심실상빈맥 (PSVT) 대상으로, 딜티아젬은 재진입성 심실상빈맥 치료에 베라파밀만큼 효과가 좋다고 알려져 있다.
심방세동과 심방조동은 또 다른 적응증이다.
혈관이완 효과가 있으므로 고혈압 치료에 유용하다. 칼슘 통로 차단제의 내약성은 좋은 편이며, 특히 레닌이 낮은 고혈압 치료에 좋다.
항문열창에 국소 도포하기도 하는데, 이는 혈관이완 효과 덕에 치유 과정을 촉진하기 때문이다.

## 부작용
비교적 흔히 나타나는 부작용으로 저혈압, 서맥, 어지럼증, 안면홍조, 피로감, 두통, 부종 등이 있다. 드문 부작용에는 울혈성 심부전, 심근경색, 간독성이 있다. 드물게 심한 서맥이나 완전 방실차단이 나타난 경우 무스카린 길항제인 황산 아트로핀, 베타 작용제인 이소프로테레놀 등을 투여하거나 심박조율기를 사용한다. 아주 드물게 심정지에 이른 경우 소생술을 실시한다.

### 금기증과 주의
- 울혈성 심부전 환자가 심실 기능이 좋지 못한 경우, 딜티아젬의 수축력 감소와 심박수 감소 효과를 제대로 상쇄하지 못해 심실 기능이 더욱 악화될 수 있다.
- 동방결절이나 방실의 전기 전도에 문제가 있는 경우 (동기능부전증후군, 동방차단, 방실차단), 심박수 감소 및 전기 전도 감소 효과를 피하기 위해 딜티아젬 사용이 금기시된다.
- 수축기 혈압이 90 mmHg 아래인 저혈압 환자의 경우 투여하지 않는다.
- 울프-파킨슨-화이트 증후군 환자에서는 부전도로 때문에 오히려 심실 박동수가 역설적으로 증가할 수 있다.

## 상호작용
딜티아젬은 간의 사이토크롬인 CYP3A4, CYP2C9, CYP2D6을 억제하므로, 여러 약물과 상호작용을 일으킨다.
정주 딜티아젬을 베타 차단제와 병용 투여할 경우 심박수를 강하게 떨어뜨려, 부정맥과 방실차단이 드물게 발생 가능하므로 병용 시 주의한다.
항히스타민제인 테르페나딘, 아소테미졸은 병용 투여 시 심실부정맥이나 QT 간격 연장이 나타날 수 있으니 병용 투여하지 않는다. 또한 심부전과 협심증 치료제인 이바브라딘은 병용 시 심박수를 지나치게 떨어뜨릴 수 있으므로 역시 병용하지 않는다.
퀴니딘은 칼슘 통로 차단제와 함께 투여하지 않는다. 이는 두 약물의 청소율이 모두 감소하며 동방결절과 방실결절에 모두 강화된 효과를 일으킬 수 있기 때문이다.
펜타닐을 딜티아젬, 혹은 다른 CYP3A4 억제제와 함께 사용할 경우 CYP3A4 억제제로 인해 펜타닐의 분해가 느려져 효과가 강화된다.

## 작용 기전

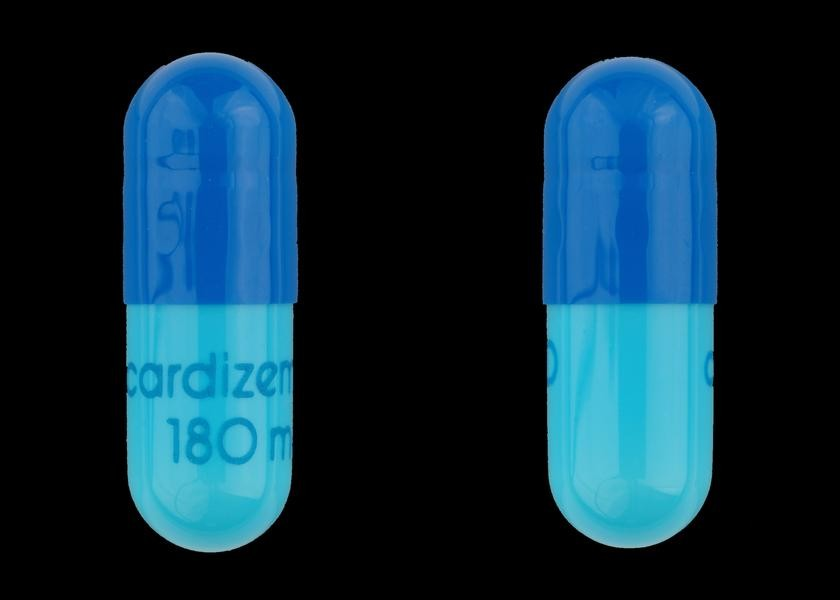
180 mg 카디아젬 캡슐

딜티아젬은 (2S,3S)-이성질체 덕에 강력한 혈관이완제로서, 혈류량을 증가시키고 심박수를 감소시킨다. 이러한 효과는 방실결절 전도를 강하게 저해하기 때문에 발생한다. 딜티아젬 분자는 같은 비-디히드로피리딘 칼슘 통로 차단제인 베라파밀과 다소 유사한 방식으로 L형 칼슘 통로의 알파-1 소단위체에 결합한다. 화학적으로 딜티아젬은 1,4-싸이아제핀 고리를 기반으로 하며, 이 때문에 비-디히드로피리딘계 중에서도 벤조싸이아제핀 칼슘 통로 차단제로 분류된다.
딜티아젬은 관상동맥은 강하게, 말초혈관은 약하게 이완시킨다. 이 때문에 딜티아젬은 말초저항과 후부하를 감소시키지만, 디히드로피리딘 (DHP) 계통 칼슘 통로 차단제만큼 크게 줄이지는 않는다.
딜티아젬의 심근 수축력 감소, 심박수 감소, 전기 전도 감소 효과는 심장의 산소 소비량을 줄여 협심증, 특히 불안전협심증 증상을 완화시킨다. 또한 심장에서 뿜어져 나오는 혈액의 양이 감소하므로 혈압이 내려가는 효과도 있다.